# Třemošenský rybník
Třemošenský rybník, zvaný též Židovský nebo Židovák, je součástí rybniční soustavy na Boleveckém potoce na severním okraji města Plzně. Kromě Boleveckého potoka přitékajícího ze západu od Nováčku je rybník napájen další bezejmennou vodotečí přitékající ze severu od Kamenného rybníka. Ta vytváří dlouhý záliv se skalnatou strání na severovýchodním břehu, protější jižní břeh je travnatý. Voda v rybníku je poměrně čistá (II.–III. třída jakosti dle ČSN 75 7221) a vhodná pro rekreační koupání.

## Historie

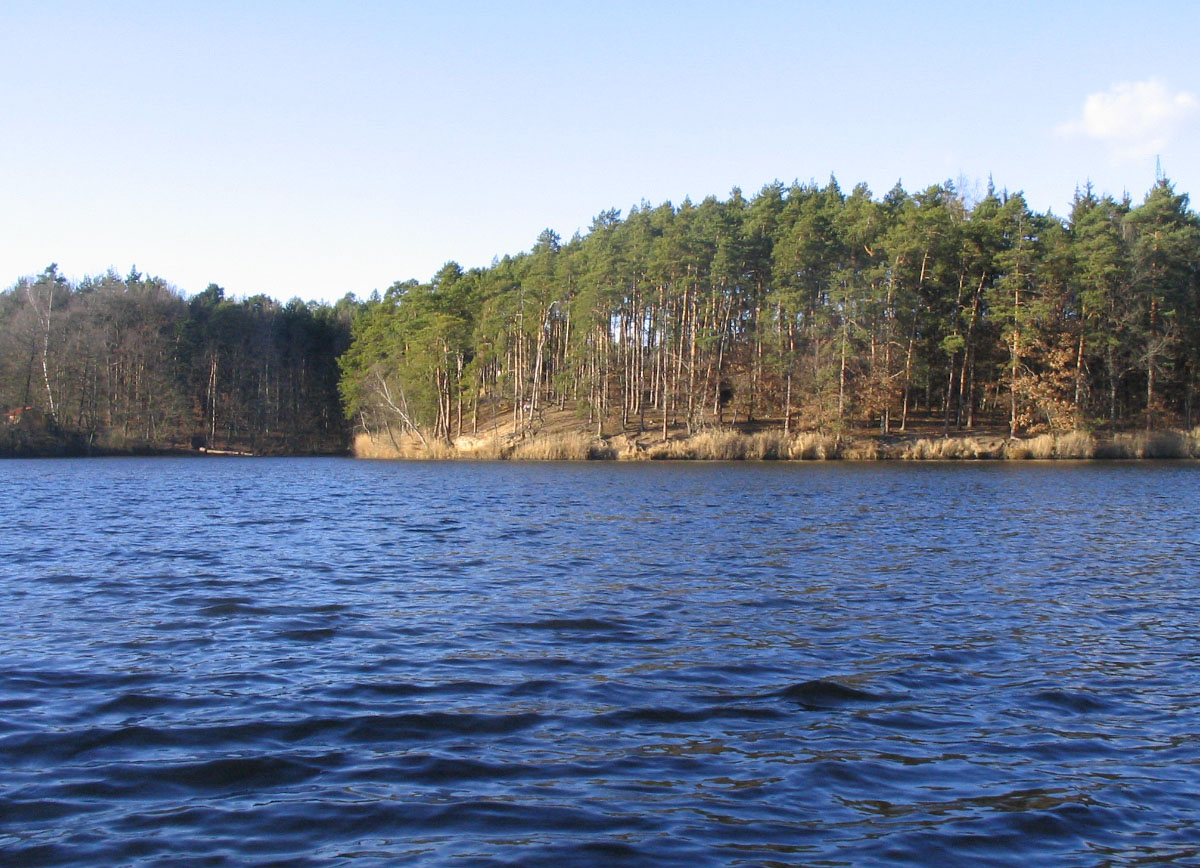
Severovýchodní břeh

Rybník vznikl až po roce 1734, patrně současně se Seneckým rybníkem. Pojmenován byl pravděpodobně po Třemošné, kam směřuje dnešní silnice I/27 vedoucí po jeho hrázi. Původně byl rybník vyhrazen Třemošenským pro koupání dobytka, což mohlo být důvodem, proč byl za druhé světové války, přesně od 31. března 1940, nacisty vyhrazen Židům jako jediné povolené koupaliště. Není to jediná souvislost s Židy – v roce 1931 tu byl pod vedením Jana Adela založen jediný židovský skautský oddíl v Plzni, jež v následujících letech podnikal výlety k boleveckým rybníkům.
V sobotu 17. července 1965 se nad Plzní prohnala průtrž mračen, při které podle záznamů v meteorologické stanici v arboretu Sofronka napršelo během 3 hodin přibližně 120 mm srážek. Voda vytékající z Třemošenského rybníka podemlela násep železniční tratě č. 160 z Plzně do Žatce natolik, že způsobila několikadenní výluku. Zároveň voda v místě výtoku podemlela a odplavila z poloviny šířky silnici I/27 vedoucí po hrázi, takže funkční zůstal pouze jeden jízdní pruh.
Při napřimování a rozšiřování silnice I/27 byl rybník na počátku 90. let zmenšen.

## Základní údaje
| Lesnatost povodí | 95 % |

Údaje z roku 1998.

## Galerie

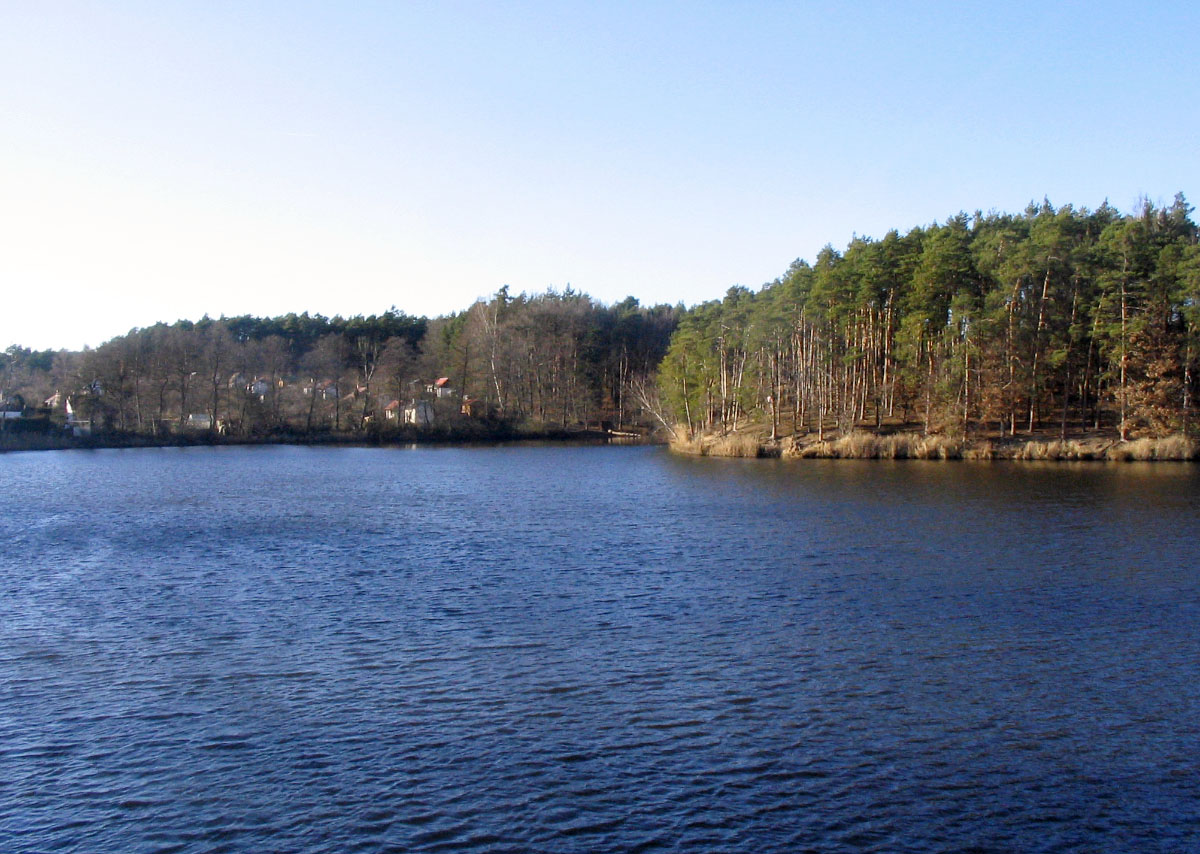
Zahrádkářská kolonie na západním břehu
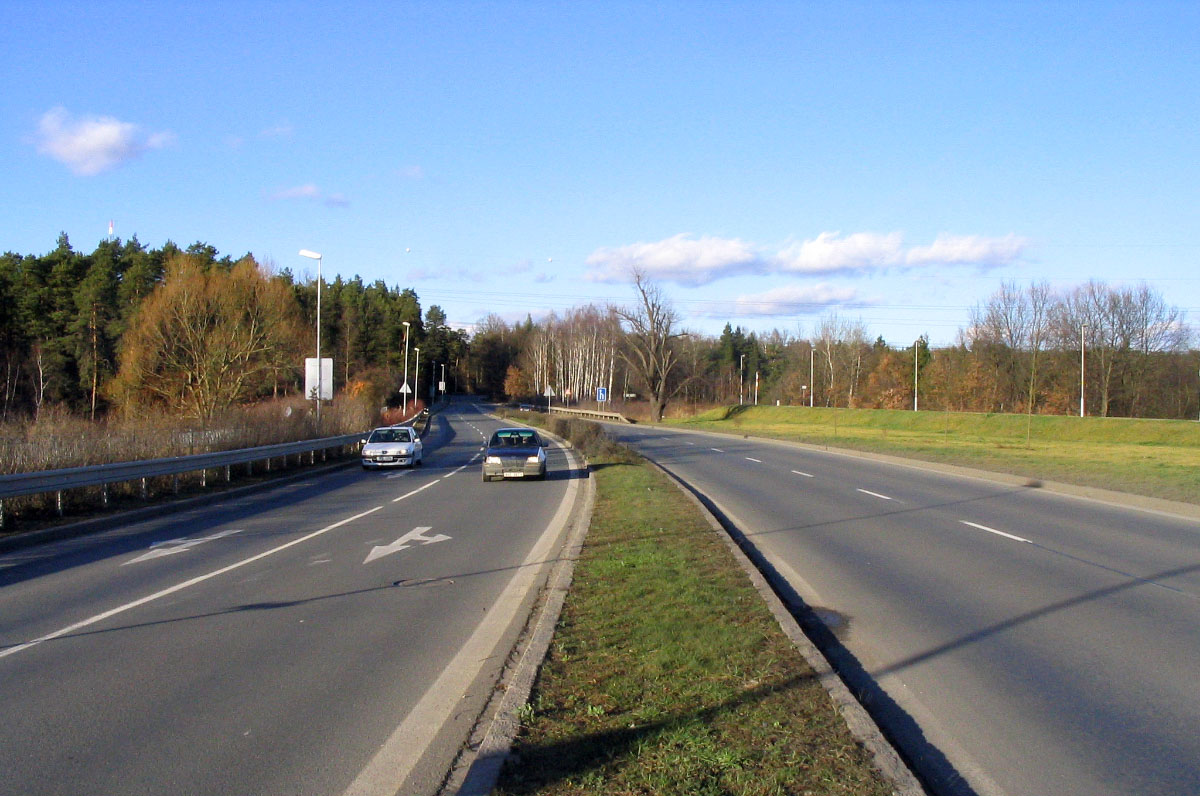
Silnice I/27 vedoucí po hrázi